# End-of-year Internationals 2016
Die End-of-year Internationals 2016 (auch als Autumn Internationals 2016 bezeichnet) waren eine vom 22. Oktober bis zum 3. Dezember 2016 stattfindende Serie von internationalen Rugby-Union-Spielen zwischen Mannschaften der ersten, zweiten und dritten Stärkeklasse.
Australien strebte einen Grand Slam#Rugby Union an, also Siege gegen alle vier Home Nations, scheiterte aber sowohl an Irland als auch an England. Das bemerkenswerteste Ergebnis war am 5. November im Soldier Field von Chicago der Sieg Irlands über Neuseeland; es war dies der erste irische Erfolg überhaupt gegen die All Blacks im insgesamt 29. Aufeinandertreffen seit 1905. Am 19. November konnte Italien erstmals überhaupt die südafrikanischen Springboks bezwingen.

## Ergebnisse

### Drittes Spiel um den Bledisloe Cup
| 22. Oktober 2016 19:35 NZST | Neuseeland | 37 : 10        | Australien                                                                     | Eden Park, Auckland Zuschauer: 47.744 Schiedsrichter: Nigel Owens (Wales) |
| 22. Oktober 2016 19:35 NZST | Versuche: Dagg 5. n.erh. Lienert-Brown 9. n.erh. Perenara 33. n.erh. Savea (2) 53. erh., 68. erh. Coles 72. n.erh. Erhöhungen: Cruden (2/3) Straftritte: Cruden (1/1) 64. | (15:7) Bericht | Versuche: Arnold 28. erh. Erhöhungen: Foley (1/1) Straftritte: Foley (1/3) 42. | Eden Park, Auckland Zuschauer: 47.744 Schiedsrichter: Nigel Owens (Wales) |

- Als erster Mannschaft der höchsten Stärkeklasse gelangen den All Blacks 18 aufeinanderfolgende Siege.

### Woche 1
| 4. November 2016 19:00 CDT | Vereinigte Staaten                                 | 7 : 54         | Māori All Blacks | Toyota Park, Bridgeview Zuschauer: 12.000 Schiedsrichter: Matthew Carley (England) |
| 4. November 2016 19:00 CDT | Versuche: Clever 48. erh. Erhöhungen: Holder (1/1) | (0:28) Bericht | Versuche: Lowe (2) 11. erh., 34. erh. Ioane (2) 19. erh., 45. erh. Dixon 40. erh. Hames 51. erh. Weber 63. n.erh. Royal 78. erh. Erhöhungen: West (6/6) McKenzie (1/) | Toyota Park, Bridgeview Zuschauer: 12.000 Schiedsrichter: Matthew Carley (England) |

| 5. November 2016 14:30 WEZ | Wales                                                            | 8 : 32         | Australien | Millennium Stadium, Cardiff Zuschauer: 55.776 Schiedsrichter: Craig Joubert (Südafrika) |
| 5. November 2016 14:30 WEZ | Versuche: S. Williams 61. n.erh. Straftritte: Halfpenny (1/2) 6. | (3:20) Bericht | Versuche: Moore 10. n.erh. Hodge 26. n.erh. Kuridrani 34. erh. Foley 56. n.erh. Haylett-Petty 75. erh. Erhöhungen: Foley (2/5) Straftritte: Foley (1/1) 4. | Millennium Stadium, Cardiff Zuschauer: 55.776 Schiedsrichter: Craig Joubert (Südafrika) |

- Deutlichste Heimniederlage der Waliser seit 2006.

| 5. November 2016 14:40 JST | Japan                                                                                              | 20 : 54        | Argentinien | Prinz-Chichibu-Rugbystadion, Tokio Zuschauer: 18.397 Schiedsrichter: Romain Poite (Frankreich) |
| 5. November 2016 14:40 JST | Versuche: Mafi 52. erh. Lemeki 79. erh. Erhöhungen: Tamura (2/2) Straftritte: Tamura (2/2) 5., 22. | (6:21) Bericht | Versuche: Moroni (2) 13. n.erh., 49. erh. Sánchez (2) 36. erh., 62. n.erh. Cordero (2) 42. erh., 65. erh. Cubelli 74. erh. Erhöhungen: Sánchez (5/7) Straftritte: Sánchez (3/3) 18., 30., 39. | Prinz-Chichibu-Rugbystadion, Tokio Zuschauer: 18.397 Schiedsrichter: Romain Poite (Frankreich) |

- Erster Auswärtssieg der Pumas in Japan und deren deutlichster Sieg gegen diese Mannschaft überhaupt.

| 5. November 2016 15:00 WEZ | Irland | 40 : 29        | Neuseeland | Soldier Field, Chicago Zuschauer: 62.300 Schiedsrichter: Mathieu Raynal (Frankreich) |
| 5. November 2016 15:00 WEZ | Versuche: J. Murphy 9. erh. Stander 16. n.erh. Murray 33. erh. Zebo 47. n.erh. Henshaw 75. erh. Erhöhungen: Sexton (2/4) Carbery (1/1) Straftritte: Sexton (2/2) 3., 23. Murray (1/1) 58. | (25:8) Bericht | Versuche: Moala 4. n.erh. Perenara 51. erh. Smith 55. erh. S. Barrett 62. erh. Erhöhungen: B. Barrett (3/4) Straftritte: B. Barrett (1/1) 20. | Soldier Field, Chicago Zuschauer: 62.300 Schiedsrichter: Mathieu Raynal (Frankreich) |

- Erster Sieg der Iren gegen die All Blacks nach 28 vergeblichen Versuchen in 111 Jahren.
- Julian Savea absolvierte sein 50. Test Match für Neuseeland.

| 5. November 2016 15:30 WEZ | Barbarians | 31 : 31         | Südafrika | Wembley Stadium, London Zuschauer: 46.646 Schiedsrichter: Mike Fraser (Neuseeland) |
| 5. November 2016 15:30 WEZ | Versuche: Nanai 4. n.erh. Ellis 18. erh. Naiyaravoro 39. n.erh. Morahan (2) 54. erh., 67. erh. Erhöhungen: du Preez (1/3) Moʻunga (2/2) | (17:12) Bericht | Versuche: du Toit 11. n.rh. Smit 23. erh. Pietersen 43. erh. Venter 70. erh. van Rensburg 76. n.erh. Erhöhungen: Lambie (3/5) | Wembley Stadium, London Zuschauer: 46.646 Schiedsrichter: Mike Fraser (Neuseeland) |

### Woche 2
| 8. November 2016 19:00 MEZ | Tschechien | 0 : 71         | Barbarians | Stadion Markéta, Prag Zuschauer: 7.000 Schiedsrichter: Maxime Burlet (Belgien) |
| 8. November 2016 19:00 MEZ |            | (0:31) Bericht | Versuche: K. Smith (2) 5., 42. T. Smith 24. n.erh. Faddes (2) 28. erh., 57. n.erh. Carter 34. n.erh. Nanai (2) 37. erh., 75. erh. Moʻunga (2) 52. erh. 68. erh. S. van der Merwe 71. erh. Erhöhungen: Moʻunga (2/3) du Preez (6/8) | Stadion Markéta, Prag Zuschauer: 7.000 Schiedsrichter: Maxime Burlet (Belgien) |

| 11. November 2016 19:30 WEZ | Barbarians | 40 : 7         | Fidschi                                                | Kingspan Stadium, Belfast Zuschauer: 13.000 Schiedsrichter: Nick Briant (Neuseeland) |
| 11. November 2016 19:30 WEZ | Versuche: A. van der Merwe (2) 1. erh., 17. erh. Faddes 5. erh. Ellis 25. erh. Moʻunga 74. erh. Morahan 79. n.erh. Erhöhungen: du Preez (5/6) | (28:0) Bericht | Versuche: Nayacalevu 54. erh. Erhöhungen: Nadolo (1/1) | Kingspan Stadium, Belfast Zuschauer: 13.000 Schiedsrichter: Nick Briant (Neuseeland) |

| 11. November 2016 19:45 WEZ | Munster Rugby | 27 : 14         | Māori All Blacks                                                | Thomond Park, Limerick Zuschauer: 25.600 Schiedsrichter: Craig Maxwell-Keys (England) |
| 11. November 2016 19:45 WEZ | Versuche: Scannell 13. n.erh. Strafversuch 30. erh. Sweetnam 37. n.erh. O’Mahony 68. erh. Erhöhungen: Keatley (2/4) Straftritte: Keatley (1/1) 43. | (17:14) Bericht | Versuche: Lowe 23. erh. Curtis 25. erh. Erhöhungen: Black (2/2) | Thomond Park, Limerick Zuschauer: 25.600 Schiedsrichter: Craig Maxwell-Keys (England) |

| 12. November 2016 14:30 WEZ | England | 37 : 21         | Südafrika | Twickenham Stadium, London Zuschauer: 80.000 Schiedsrichter: Jérôme Garcès (Frankreich) |
| 12. November 2016 14:30 WEZ | Versuche: May 10. erh. Lawes 35. erh. Ford 43. erh. Farrell 66. erh. Erhöhungen: Farrell (4/4) Straftritte: Farrell (2/3) 33., 43. Daly (1/1) 40. | (20:14) Bericht | Versuche: Goosen 58. n.erh. le Roux 78. erh. Erhöhungen: Combrinck (1/1) Straftritte: Lambie (2/3) 3., 20. Dropgoals: Lambie (1/1) 6. | Twickenham Stadium, London Zuschauer: 80.000 Schiedsrichter: Jérôme Garcès (Frankreich) |

- Courtney Lawes nahm für England zum 50. Mal an einem Test Match teil.
- Erster Sieg der Engländer über Südafrika seit 2006.

| 12. November 2016 14:30 WEZ | Schottland | 22 : 23         | Australien                                                                                                 | Murrayfield Stadium, Edinburgh Zuschauer: 65.395 Schiedsrichter: John Lacey (Irland) |
| 12. November 2016 14:30 WEZ | Versuche: Jones (2) 7. erh., 26. erh. Gray 47. n.erh. Erhöhungen: Laidlaw (2/3) 8., 27. Straftritte: Laidlaw (1/2) 2. | (17:10) Bericht | Versuche: Hodge 12. erh. Kuridrani 74. erh. Erhöhungen: Foley (2/2) Straftritte: Foley (3/3) 22., 41., 55. | Murrayfield Stadium, Edinburgh Zuschauer: 65.395 Schiedsrichter: John Lacey (Irland) |

- Ross Ford absolvierte sein 100. Test Match für Schottland.
- Israel Folau und Nick Phipps spielten jeweils zum 50. Mal in einem Test Match für Australien.

| 12. November 2016 15:00 MEZ | Georgien | 22 : 28        | Japan | Micheil-Meschi-Stadion, Tiflis Zuschauer: 22.000 Schiedsrichter: Federico Anselmi (Argentinien) |
| 12. November 2016 15:00 MEZ | Versuche: Kolelischwili 25. n.erh. Lobschanidse 37. erh. Bizadse 49. erh. Erhöhungen: Kwirikaschwili (2/3) Straftritte: Kwirikaschwili (1/1) 56. | (12:8) Bericht | Versuche: Matsushima 8. n.erh. Lemeki (2) 44. n.erh., 59. erh. Fukuoka 63. n.erh. Erhöhungen: Tamura (1/4) Straftritte: Tamura (2/3) 16., 75. | Micheil-Meschi-Stadion, Tiflis Zuschauer: 22.000 Schiedsrichter: Federico Anselmi (Argentinien) |

| 12. November 2016 15:00 MEZ | Italien                                                                      | 10 : 68        | Neuseeland | Stadio Olimpico, Rom Zuschauer: 60.693 Schiedsrichter: Nigel Owens (Wales) |
| 12. November 2016 15:00 MEZ | Versuche: Boni 66. erh. Erhöhungen: Allan (1/1) Straftritte: Canna (1/1) 12. | (3:35) Bericht | Versuche: Fekitoa (2) 3. erh., 57. erh. Faumuina 14. erh. Tuipulotu 19. erh. Dagg 25. erh. Crockett 37. erh. Luatua 44. erh. Dixon 61. n.erh. Ioane 72. erh. Naholo 76. erh. Erhöhungen: Cruden (7/7) Sopoaga (2/3) | Stadio Olimpico, Rom Zuschauer: 60.693 Schiedsrichter: Nigel Owens (Wales) |

| 12. November 2016 15:00 WEZ | Portugal                                                                                            | 26 : 21        | Belgien                                                                                        | Complexo Municipal de Atletismo, Setúbal Schiedsrichter: Iñigo Atorrasagasti (Spanien) |
| 12. November 2016 15:00 WEZ | Versuche: Appleton 7. erh. Magalhães 12. erh. Foro (2) 21. n.erh., 35. erh. Erhöhungen: Ávila (3/4) | (26:7) Bericht | Versuche: K. Williams 40. erh. Brébant 55. erh. Debatty 57. erh. Erhöhungen: K. Williams (3/3) | Complexo Municipal de Atletismo, Setúbal Schiedsrichter: Iñigo Atorrasagasti (Spanien) |

| 12. November 2016 16:00 MEZ | Spanien                                                                                      | 13 : 28        | Tonga                                                                                                  | Estadio Nacional Complutense, Madrid Zuschauer: 12.500 Schiedsrichter: Shūhei Kubo (Japan) |
| 12. November 2016 16:00 MEZ | Versuche: Howarth 44. erh. Erhöhungen: Linklater (1/1) Straftritte: Linklater (2/3) 29., 61. | (3:14) Bericht | Versuche: Faleafa 31. erh. Vainikolo 33. erh. Takulua 57. erh. Hala 78. erh. Erhöhungen: Takulua (4/4) | Estadio Nacional Complutense, Madrid Zuschauer: 12.500 Schiedsrichter: Shūhei Kubo (Japan) |

- Erstes Spiel überhaupt zwischen diesen beiden Mannschaften.

| 12. November 2016 17:30 WEZ | Wales | 24 : 20       | Argentinien                                                                                                | Millennium Stadium, Cardiff Zuschauer: 50.175 Schiedsrichter: Angus Gardner (Australien) |
| 12. November 2016 17:30 WEZ | Versuche: Williams 42. n.erh. G. Davies 54. erh. Erhöhungen: Halfpenny (1/2) Straftritte: Halfpenny (4/4) 14., 23., 65., 77. | (6:3) Bericht | Versuche: Hernández 47. erh. Landajo 60. erh. Erhöhungen: Sánchez (2/2) Straftritte: Sánchez (2/3) 3., 73. | Millennium Stadium, Cardiff Zuschauer: 50.175 Schiedsrichter: Angus Gardner (Australien) |

- Dan Biggar spielte zum 50. Mal in einem Test Match für Wales.

| 12. November 2016 17:45 MEZ | Frankreich | 52 : 8         | Samoa                                                      | Stadium Municipal, Toulouse Zuschauer: 33.000 Schiedsrichter: JP Doyle (England) |
| 12. November 2016 17:45 MEZ | Versuche: Vakatawa (3) 11. n.erh., 64. n.erh., 77. erh. Huget 28. n.erh. Ollivon 32. erh. Fickou 55. erh. Strafversuch 75. erh. Erhöhungen: Machenaud (2/5) Serin (2/2) Straftritte: Machenaud (3/3) 9., 24., 37. | (26:3) Bericht | Versuche: Lee-Lo 41. n.erh. Straftritte: Fa’apale (1/1) 7. | Stadium Municipal, Toulouse Zuschauer: 33.000 Schiedsrichter: JP Doyle (England) |

| 12. November 2016 17:45 MEZ | Deutschland | 24 : 21        | Uruguay | Frankfurter Volksbank Stadion, Frankfurt am Main Zuschauer: 3.500 Schiedsrichter: Lloyd Linton (Schottland) |
| 12. November 2016 17:45 MEZ | Versuche: Otto 47. erh. Poppmeier 51. n.erh. Erhöhungen: Hilsenbeck (1/2) Straftritte: Hilsenbeck (4/8) 17., 31., 57., 80. | (6:15) Bericht | Versuche: Silva (2) 2. n.erh., 24. erh. Erhöhungen: Berchesi (1/2) Straftritte: Berchesi (3/4) 28., 49., 68. | Frankfurter Volksbank Stadion, Frankfurt am Main Zuschauer: 3.500 Schiedsrichter: Lloyd Linton (Schottland) |

- Erstes Spiel überhaupt zwischen diesen beiden Mannschaften.

| 12. November 2016 18:00 OEZ | Rumänien | 23 : 10        | Vereinigte Staaten                                                               | Stadionul Arcul de Triumf, Bukarest Zuschauer: 5.000 Schiedsrichter: Paul Williams (Neuseeland) |
| 12. November 2016 18:00 OEZ | Versuche: van Heerden 6. erh. Fercu 10. n.erh. Lucaci 33. n.erh. Erhöhungen: Vlaicu (1/3) Straftritte: Vlaicu (2/3) 15., 73. | (20:0) Bericht | Versuche: Holder 51. erh. Erhöhungen: Holder (1/1) Straftritte: Holder (1/1) 68. | Stadionul Arcul de Triumf, Bukarest Zuschauer: 5.000 Schiedsrichter: Paul Williams (Neuseeland) |

| 12. November 2016 19:15 WEZ | Irland | 52 : 21         | Kanada                                                                                       | Aviva Stadium, Dublin Zuschauer: 43.000 Schiedsrichter: Marius van der Westhuizen (Südafrika) |
| 12. November 2016 19:15 WEZ | Versuche: Earls 5. erh. Marshall 21. erh. O’Halloran 37. n.erh., 77. n.erh. Strafversuch 44. erh. Dillane 58. erh. Marmion 65. erh. Tracy 80. n.erh. Erhöhungen: Jackson (6/6) | (19:14) Bericht | Versuche: DTH van der Merwe 23. erh. Paris 28. erh. Evans 56. erh. Erhöhungen: McRorie (3/3) | Aviva Stadium, Dublin Zuschauer: 43.000 Schiedsrichter: Marius van der Westhuizen (Südafrika) |

| 13. November 2016 16:00 CST | Chile                                                                                   | 30 : 12        | Südkorea                                                       | Estadio San Carlos de Apoquindo, Las Condes Zuschauer: 1.500 Schiedsrichter: Joaquín Montes (Uruguay) |
| 13. November 2016 16:00 CST | Versuche: Larenas 20. erh. Muñita 37. erh. Brangier 55. erh. Erhöhungen: González (3/3) | (20:0) Bericht | Versuche: Jang 42. erh. Chang 61. n.erh. Erhöhungen: Yoo (1/2) | Estadio San Carlos de Apoquindo, Las Condes Zuschauer: 1.500 Schiedsrichter: Joaquín Montes (Uruguay) |

### Woche 3
| 16. November 2016 19:45 WEZ | Harlequins                                                                       | 10 : 26        | Māori All Blacks                                                                                 | The Stoop, London Zuschauer: 12.100 Schiedsrichter: Andrew Brace (Irland) |
| 16. November 2016 19:45 WEZ | Versuche: D. Murphy 51. erh. Erhöhungen: Swiel (1/1) Straftritte: Swiel (1/1) 7. | (3:26) Bericht | Versuche: Lowe (2) 14. erh., 18. erh. Christie 22. n.erh. Wainui 25. erh. Erhöhungen: West (3/4) | The Stoop, London Zuschauer: 12.100 Schiedsrichter: Andrew Brace (Irland) |

| 19. November 2016 14:30 WEZ | England | 58 : 15         | Fidschi                                                             | Twickenham Stadium, London Zuschauer: 81.409 Schiedsrichter: Marius Mitrea (Italien) |
| 19. November 2016 14:30 WEZ | Versuche: Joseph (2) 3. erh., 55. erh. Daly 8. erh. Rokoduguni (2) 12. n.erh., 64. n.erh. Harrison 19. n.erh. Launchbury (2) 26. erh., 69. n.erh. Goode 49. n.erh. Erhöhungen: Farrell (4/6) Ford (1/3) Straftritte: Farrell (1/1) 37. | (34:10) Bericht | Versuche: Nadolo 31. n.erh. Nakarawa 40. n.erh. Talebula 43. n.erh. | Twickenham Stadium, London Zuschauer: 81.409 Schiedsrichter: Marius Mitrea (Italien) |

- Sunia Koto trat zum 50. Mal in einem Test Match für Fidschi an.

| 19. November 2016 14:30 WEZ | Wales | 33 : 30         | Japan | Millennium Stadium, Cardiff Zuschauer: 73.969 Schiedsrichter: Marius van der Westhuizen (Südafrika) |
| 19. November 2016 14:30 WEZ | Versuche: Lydiate 10. erh. Roberts 22. erh. Warburton 51. erh. Erhöhungen: Halfpenny (3/3) Straftritte: Halfpenny (3/3) 42., 59., 69. Dropgoals: S. Davies (1/1) 79. | (17:13) Bericht | Versuche: Yamada 37. erh. Fukuoka 54. erh. Lotoahea 73. erh. Erhöhungen: Lafaele (1/1) Tamura (2/2) Straftritte: Tamura (3/4) 4., 8., 62. | Millennium Stadium, Cardiff Zuschauer: 73.969 Schiedsrichter: Marius van der Westhuizen (Südafrika) |

| 19. November 2016 15:00 MZ | Georgien | 20 : 16         | Samoa                                                                                        | Micheil-Meschi-Stadion, Tiflis Zuschauer: 22.000 Schiedsrichter: Alexandre Ruiz (Frankreich) |
| 19. November 2016 15:00 MZ | Versuche: Strafversuch 9. erh. Bizadse 29. erh. Erhöhungen: Kwirikaschwili (2/2) Straftritte: Kwirikaschwili (2/2) 38., 58. | (17:10) Bericht | Versuche: Pisi 20. erh. Erhöhungen: Fa’apale (1/1) Straftritte: Fa’apale (3/3) 11., 49., 54. | Micheil-Meschi-Stadion, Tiflis Zuschauer: 22.000 Schiedsrichter: Alexandre Ruiz (Frankreich) |

- Giorgi Begadse absolvierte sein 50. Test Match für Georgien.

| 19. November 2016 15:00 MEZ | Italien | 20 : 18         | Südafrika | Stadio Artemio Franchi, Florenz Zuschauer: 21.700 Schiedsrichter: George Clancy (Irland) |
| 19. November 2016 15:00 MEZ | Versuche: van Schalkwyk 11. erh. Venditti 55. erh. Erhöhungen: Canna (2/2)( Straftritte: Padovani (1/1) 29. Canna (1/1) 64. | (10:12) Bericht | Versuche: Habana 8. n.erh. de Allende 16. erh. Erhöhungen: Lambie (1/2) Straftritte: Lambie (1/1) 45. Jantjies (1/1) 60. | Stadio Artemio Franchi, Florenz Zuschauer: 21.700 Schiedsrichter: George Clancy (Irland) |

- Dies war Italiens erster Sieg über die Springboks.

| 19. November 2016 15:00 MEZ | Deutschland                                                                         | 16 : 6        | Brasilien                         | Fritz-Grunebaum-Sportpark, Heidelberg Zuschauer: 2.500 Schiedsrichter: Iñigo Atorrasagasti (Spanien) |
| 19. November 2016 15:00 MEZ | Versuche: Poppmeier 8. n.erh. Otto 61. n.erh. Straftritte: Parkinson (2/3) 19., 52. | (8:0) Bericht | Straftritte: Duque (2/5) 48., 66. | Fritz-Grunebaum-Sportpark, Heidelberg Zuschauer: 2.500 Schiedsrichter: Iñigo Atorrasagasti (Spanien) |

| 19. November 2016 16:00 MEZ | Spanien | 33 : 16        | Uruguay                                                                                          | Estadio Ciudad de Málaga, Málaga Zuschauer: 10.000 Schiedsrichter: Federico Anselmi (Argentinien) |
| 19. November 2016 16:00 MEZ | Versuche: Barthère (2) 26. n.erh., 40. erh. Jorba 53. erh. Contardi 62. n.erh. Erhöhungen: Linklater (2/4) Straftritte: Linklater (3/3) 3., 24., 44. | (18:9) Bericht | Versuche: Gattas 71. erh. Erhöhungen: Ormaechea (1/1) Straftritte: Etcheverry (3/3) 9., 16., 31. | Estadio Ciudad de Málaga, Málaga Zuschauer: 10.000 Schiedsrichter: Federico Anselmi (Argentinien) |

| 19. November 2016 17:00 MEZ | Tonga | 20 : 17         | Vereinigte Staaten                                                                                  | Estadio Anoeta, San Sebastián Zuschauer: 12.000 Schiedsrichter: Nick Briant (Neuseeland) |
| 19. November 2016 17:00 MEZ | Versuche: Veainu 11. erh. Vainikolo 23. erh. Erhöhungen: Takulua (2/2) Straftritte: Takulua (2/2) 40., 63. | (17:10) Bericht | Versuche: Iosefo 38. erh. Taufete’e 52. erh. Erhöhungen: Holder (2/2) Straftritte: Holder (1/1) 16. | Estadio Anoeta, San Sebastián Zuschauer: 12.000 Schiedsrichter: Nick Briant (Neuseeland) |

| 19. November 2016 17:00 WEZ | Schottland                                                                                           | 19 : 16       | Argentinien                                                                                   | Murrayfield Stadium, Edinburgh Zuschauer: 50.481 Schiedsrichter: Ben O’Keeffe (Neuseeland) |
| 19. November 2016 17:00 WEZ | Versuche: Maitland 54. erh. Erhöhungen: Laidlaw (1/1) Straftritte: Laidlaw (4/4) 3., 28., 68., 80.+3 | (6:3) Bericht | Versuche: Orlando 50. erh. Erhöhungen: Sánchez (1/1) Straftritte: Sánchez (3/3) 39., 44., 63. | Murrayfield Stadium, Edinburgh Zuschauer: 50.481 Schiedsrichter: Ben O’Keeffe (Neuseeland) |

- Nicolás Sánchez spielte zum 50. Mal in einem Test Match für Argentinien.
- Erstmals überhaupt gelangen den Schotten drei Siege in Folge gegen die Pumas.

| 19. November 2016 17:30 WEZ | Irland                                              | 9 : 21         | Neuseeland                                                                               | Aviva Stadium, Dublin Zuschauer: 51.000 Schiedsrichter: Jaco Peyper (Südafrika) |
| 19. November 2016 17:30 WEZ | Straftritte: Sexton (1/1) 9. Jackson (2/2) 24., 57. | (6:14) Bericht | Versuche: Fekitoa (2) 2. erh., 65. erh. B. Barrett 13. erh. Erhöhungen: B. Barrett (3/3) | Aviva Stadium, Dublin Zuschauer: 51.000 Schiedsrichter: Jaco Peyper (Südafrika) |

| 19. November 2016 18:00 OEZ | Rumänien | 21 : 16        | Kanada                                                                                  | Stadionul Arcul de Triumf, Bukarest Zuschauer: 4.900 Schiedsrichter: Shūhei Kubo (Japan) |
| 19. November 2016 18:00 OEZ | Versuche: Vlaicu 12. erh. Dumitru 24. n.erh. Erhöhungen: Vlaicu (1/2) Straftritte: Vlaicu (3/4) 4., 31., 54. | (18:3) Bericht | Versuche: Mack 74. erh. Erhöhungen: Braid (1/1) Straftritte: McRorie (3/3) 2., 15., 60. | Stadionul Arcul de Triumf, Bukarest Zuschauer: 4.900 Schiedsrichter: Shūhei Kubo (Japan) |

| 19. November 2016 18:00 CST | Chile | 36 : 38        | Südkorea | Old Grangonian Club, Santiago de Chile Schiedsrichter: Pablo de Lucca (Argentinien) |
| 19. November 2016 18:00 CST | Versuche: Bursic 7. erh. Brangier 17. erh. Ianiszewski (3) 23. erh., 42. n.erh., 56. n.erh. Fernández 47. n.erh. Erhöhungen: González (3/6) | (21:0) Bericht | Versuche: Choi 44. erh. Lim 59. erh. Park (3) 69. n.erh., 72. erh., 79. n.erh. Ryu 80. erh. Erhöhungen: Ryu (4/6) | Old Grangonian Club, Santiago de Chile Schiedsrichter: Pablo de Lucca (Argentinien) |

| 19. November 2016 21:00 MEZ | Frankreich | 23 : 25         | Australien | Stade de France, Saint-Denis Zuschauer: 80.000 Schiedsrichter: Glen Jackson (Neuseeland) |
| 19. November 2016 21:00 MEZ | Versuche: Vakatawa 16. n.erh. Doussain 52. n.erh. Fofana 66. erh. Erhöhungen: Machenaud (1/3) Straftritte: Machenaud (2/3) 5., 40. | (11:13) Bericht | Versuche: Strafversuch 23. erh. Foley 42. erh. Kuridrani 57. n.erh. Erhöhungen: Foley (2/3) Straftritte: Foley (2/2) 21., 36. | Stade de France, Saint-Denis Zuschauer: 80.000 Schiedsrichter: Glen Jackson (Neuseeland) |

- Yoann Maestri spielte zum 50. Mal in einem Test Match für Frankreich.
- Erster Sieg der Wallabies über Frankreich seit 2010.

### Woche 4
| 24. November 2016 20:45 MEZ | French Barbarians                                                                                           | 19 : 11       | Australien                                                              | Stade Chaban-Delmas, Bordeaux Zuschauer: 30.028 Schiedsrichter: Juan Sylvestre (Argentinien) |
| 24. November 2016 20:45 MEZ | Versuche: Lakafia 76. erh. Erhöhungen: Dumora (1/1) Straftritte: Lonca (1/1) 29. Dumora (3/3) 53., 61., 69. | (3:8) Bericht | Versuche: Mowen 2. n.erh. Straftritte: Frisby (1/1) 9. Godwin (1/1) 75. | Stade Chaban-Delmas, Bordeaux Zuschauer: 30.028 Schiedsrichter: Juan Sylvestre (Argentinien) |

| 25. November 2016 20:00 MEZ | Samoa | 25 : 23        | Kanada | Stade des Alpes, Grenoble Zuschauer: 12.000 Schiedsrichter: Luke Pearce (England) |
| 25. November 2016 20:00 MEZ | Versuche: Perez 8. erh. Erhöhungen: Leuila (1/1) Straftritte: Leuila (4/4) 14., 24., 50., 73. Dropgoals: Leuila (2/3) 10., 68. | (16:6) Bericht | Versuche: Olmstead 58. n.erh. DTH van der Merwe (2) 64. n.erh., 79. erh. Erhöhungen: Braid (1/3) Straftritte: Braid (2/2) 16., 27. | Stade des Alpes, Grenoble Zuschauer: 12.000 Schiedsrichter: Luke Pearce (England) |

| 26. November 2016 14:30 WEZ | England | 27 : 14        | Argentinien                                                         | Twickenham Stadium, London Zuschauer: 81.586 Schiedsrichter: Pascal Gaüzère (Frankreich) |
| 26. November 2016 14:30 WEZ | Versuche: Strafversuch 28. erh. May 67. n.erh. Erhöhungen: Farrell (1/2) Straftritte: Farrell (5/8) 3., 12., 23., 51., 63. | (16:7) Bericht | Versuche: Isa 40. erh. Cordero 42. erh. Erhöhungen: Hernández (2/2) | Twickenham Stadium, London Zuschauer: 81.586 Schiedsrichter: Pascal Gaüzère (Frankreich) |

| 26. November 2016 14:30 WEZ | Schottland | 43 : 16         | Georgien                                                                                    | Rugby Park, Kilmarnock Zuschauer: 15.401 Schiedsrichter: Matthew Carley (England) |
| 26. November 2016 14:30 WEZ | Versuche: Seymour 7. erh. Strafversuch 14. erh. Maitland 19. erh. Hogg (2) 34. erh., 76. n.erh. Watson 41. erh. Erhöhungen: Laidlaw (5/5) Straftritte: Laidlaw (1/1) 27. | (31:11) Bericht | Versuche: Lobschanidse (2) 4. n.erh., 53. n.erh. Straftritte: Kwirikaschwili (2/2) 17., 31. | Rugby Park, Kilmarnock Zuschauer: 15.401 Schiedsrichter: Matthew Carley (England) |

| 26. November 2016 14:30 MEZ | Deutschland                                                                                              | 36 : 14 | Brasilien                                              | Bruno-Plache-Stadion, Leipzig Zuschauer: 2.600 Schiedsrichter: Maxime Burlet (Belgien) |
| 26. November 2016 14:30 MEZ | Versuche: Ferreira Otto (2) Vollenkemper von Grumbkow Erhöhungen: Parkinson (4/4) Straftritte: Parkinson | Bericht | Versuche: Dias Straftritte: Duque (2) Dropgoals: Duque | Bruno-Plache-Stadion, Leipzig Zuschauer: 2.600 Schiedsrichter: Maxime Burlet (Belgien) |

| 26. November 2016 15:00 MEZ | Italien | 17 : 19       | Tonga                                                                                             | Stadio Euganeo, Padua Zuschauer: 18.125 Schiedsrichter: John Lacey (Irland) |
| 26. November 2016 15:00 MEZ | Versuche: Cittadini 12. erh. Allan 54. erh. Erhöhungen: Canna (1/1) Allan (1/1) Straftritte: Padovani (1/1) 77. | (7:3) Bericht | Versuche: Piutau 51. erh. Erhöhungen: Takulua (1/1) Straftritte: Takulua (4/5) 32., 45., 77., 80. | Stadio Euganeo, Padua Zuschauer: 18.125 Schiedsrichter: John Lacey (Irland) |

- Dies war Tongas erster Sieg über Italien seit der Weltmeisterschaft 1999.

| 26. November 2016 15:10 MEZ | Fidschi | 38 : 25        | Japan | Stade de la Rabine, Vannes Zuschauer: 7.500 Schiedsrichter: Craig Joubert (Südafrika) |
| 26. November 2016 15:10 MEZ | Versuche: Vulivuli 14. erh. Talebula 21. erh. Botia (2) 34. erh., 42. erh. Nadolo 50. erh. Erhöhungen: Nadolo (5/5) Straftritte: Nadolo (1/3) 80. | (21:6) Bericht | Versuche: Matsushima (2) 57. erh., 77. erh. Ilaua 63. n.erh. Erhöhungen: Tamura (2/3) Straftritte: Tamura (2/2) 19., 32. | Stade de la Rabine, Vannes Zuschauer: 7.500 Schiedsrichter: Craig Joubert (Südafrika) |

| 26. November 2016 17:30 WEZ | Irland | 27 : 24        | Australien | Aviva Stadium, Dublin Zuschauer: 51.000 Schiedsrichter: Jérôme Garcès (Frankreich) |
| 26. November 2016 17:30 WEZ | Versuche: Henderson 23. erh. Ringrose 33. erh. Earls 65. erh. Erhöhungen: Jackson (3/3) Straftritte: Jackson (2/2) 17., 49. | (17:7) Bericht | Versuche: Haylett-Petty 39. erh. Kuridrani 45. erh. Naivalu 56. erh. Erhöhungen: Foley (3/3) Straftritte: Foley (1/1) 60. | Aviva Stadium, Dublin Zuschauer: 51.000 Schiedsrichter: Jérôme Garcès (Frankreich) |

- Rory Best trat zum 50. Mal in einem Test Match für Irland an.

| 26. November 2016 17:30 WEZ | Wales | 27 : 13        | Südafrika                                                                               | Millennium Stadium, Cardiff Zuschauer: 55.122 Schiedsrichter: Romain Poite (Frankreich) |
| 26. November 2016 17:30 WEZ | Versuche: Owens 45. n.erh. Tipuric 75. erh. Erhöhungen: Halfpenny (1/2) Straftritte: Halfpenny (5/5) 11., 17., 21., 33., 42. | (12:6) Bericht | Versuche: Cassiem 69. erh. Erhöhungen: Lambie (1/1) Straftritte: Jantjies (2/2) 6., 23. | Millennium Stadium, Cardiff Zuschauer: 55.122 Schiedsrichter: Romain Poite (Frankreich) |

- Bisher deutlichster Sieg der Waliser über die Springboks.

| 26. November 2016 18:00 OEZ | Rumänien | 36 : 10        | Uruguay                                                                                   | Stadionul Arcul de Triumf, Bukarest Zuschauer: 5.000 Schiedsrichter: Ben Whitehouse (Wales) |
| 26. November 2016 18:00 OEZ | Versuche: Shennan (2) 31. n.erh., 37. erh. van Heerden 40. erh. Surugiu 55. erh. Fercu 75. erh. Erhöhungen: Vlaicu (4/5) Straftritte: Vlaicu (1/1) 17. | (22:3) Bericht | Versuche: Lijtenstein 73. erh. Erhöhungen: Berchesi (1/1) Straftritte: Berchesi (1/1) 35. | Stadionul Arcul de Triumf, Bukarest Zuschauer: 5.000 Schiedsrichter: Ben Whitehouse (Wales) |

| 26. November 2016 21:00 MEZ | Frankreich | 19 : 24        | Neuseeland | Stade de France, Saint-Denis Zuschauer: 80.000 Schiedsrichter: Wayne Barnes (England) |
| 26. November 2016 21:00 MEZ | Versuche: Picamoles 61. erh. Erhöhungen: Serin (1/2) Straftritte: Machenaud (2/2) 24., 39. Serin (2/2) 49., 76. | (6:10) Bericht | Versuche: Dagg 6. erh. B. Barrett 42. erh. Faumuina 57. erh. Erhöhungen: B. Barrett (3/3) Straftritte: B. Barrett (1/1) 16. | Stade de France, Saint-Denis Zuschauer: 80.000 Schiedsrichter: Wayne Barnes (England) |

- Zehnter aufeinanderfolgende Sieg der All Blacks über Frankreich.

### Woche 5
| 1. Dezember 2016 15:00 WEZ | Portugal                                                                                                  | 21 : 17         | Brasilien                                                                                     | Estádio Municipal Sérgio Conceição, Coimbra Zuschauer: 2.000 Schiedsrichter: Vlad Iordachescu (Rumänien) |
| 1. Dezember 2016 15:00 WEZ | Versuche: Appleton 21. n.erh. Costa 41. erh. Erhöhungen: Lima (1/2) Straftritte: Lima (3/4) 32., 35., 63. | (11:10) Bericht | Versuche: Sancery 18. erh. Duque 71. erh. Erhöhungen: Duque (2/2) Straftritte: Duque (1/1) 3. | Estádio Municipal Sérgio Conceição, Coimbra Zuschauer: 2.000 Schiedsrichter: Vlad Iordachescu (Rumänien) |

| 3. Dezember 2016 14:30 WEZ | England | 37 : 21         | Australien                                                                                               | Twickenham Stadium, London Zuschauer: 81.787 Schiedsrichter: Jaco Peyper (Südafrika) |
| 3. Dezember 2016 14:30 WEZ | Versuche: Joseph (2) 29. erh., 73. erh. Yarde 44. erh. Youngs 49. erh. Erhöhungen: Farrell (3/3) Ford (1/1) Straftritte: Farrell (3/3) 18., 27., 57. | (13:16) Bericht | Versuche: Naivalu 6. erh. Kepu 65. n.erh. Erhöhungen: Foley (1/2) Straftritte: Foley (3/4) 14., 34., 40. | Twickenham Stadium, London Zuschauer: 81.787 Schiedsrichter: Jaco Peyper (Südafrika) |

- Nach Neuseeland im Jahr 2013 gewann England als zweite Mannschaft alle ihre Spiele während eines Kalenderjahres.